# Svensk skidlärarexamen
Svensk skidlärarexamen är en skid- och snowboardexamen som arrangeras av Svenska Skidrådet för att auktorisera svenska snösportledare utifrån marknadens, kundens och skidskolans behov. Behörighet fås efter godkännande i högsta utbildningssteg hos antingen SLAO, Friluftsfrämjandet eller Svenska skidförbundet. Den examinerade instruktören måste ha hög nationell och internationell kunskap och kompetens. Den svenska examen kan kompletteras med internationell status för ISIA och IVSI.
Svensk skidlärarexamen är indelad i tre examensavsnitt: teoretiskt prov, huvudexamen och kompletterande examen. De fyra huvudmomenten är: teori, muntlig framställning, undervisning och ledarskap, samt praktiskt färdighetsprov. Det som examineras är kompetens och förmåga inom följande områden: ledarskap (förmåga att möta människor och att tillfredsställa deras behov inom alpin skid- och snowboardverksamhet), undervisningsförmåga, skidteknisk eller snowboardteknisk färdighet, analysförmåga, samt förmåga att koppla samman praktisk, teoretisk och analytisk kunskap till en helhet i undervisningen. 

## Historia
Svensk skidlärarexamen instiftades den 27 juni 1937 av Skidfrämjandet (nuvarande Friluftsfrämjandet) och Svenska skidförbundet gemensamt för att kunna utfärda certifikat och få auktoriserade skidlärare att undervisa vid svenska skidanläggningar. Idén och modellen hämtades av utförspionjärerna Olle Rimfors och Sigge Bergman från Österrike för att i första hand kunna utnyttjas vid Skidfrämjandets dåvarande skidskolor i Storlien och Riksgränsen. I målsättningen med examen ingick också att man skulle bereda jobb för duktiga manliga skidlärare även vintertid, särskilt för fjällbor. Första examineringen gjordes 1938 då nio elever klarade provet.